# Я не хочу об этом говорить
«Я не хочу об этом говорить» (исп. De Eso No Se Habla) — мелодрама 1993 года совместного производства Аргентины и Италии с Марчелло Мастроянни в главной роли. Этот фильм стал последним для Марии Луизы Бемберг, скончавшейся в 1995 году.

## Сюжет
У Леонор, вдовы из маленького южноамериканского городка, рождается дочь-карлица Шарлотта. Мать не только обеспечивает безбедное детство своей дочери, но и строит мир вокруг неё так, чтобы девочка даже не думала, что чем-то отличается от других (мать сжигает книгу про «Белоснежку» и ломает садовые статуи гномов). Матери удаётся создать из Шарлотты современную Рапунцель. Став молодой женщиной, она пленяет сердце Людовико. Но вскоре в город прибывает цирк.

## В ролях
- Марчелло Мастроянни — Людовико Д’Андреа
- Луизина Брандо — Леонор
- Алехандра Подеста — Шарлотта
- Бетиана Блум — Мадам
- Роберто Карнаги — Отец Аурелио
- Альберто Сегадо — Доктор Бланес

## Награды
- Гаванский кинофестиваль (1993)
Лучший сценарий — Мария Луиза Бемберг и Хорхе Гольденберг)
Специальный приз жюри — Мария Луиза Бемберг